# Acidification des eaux douces
Pour les articles homonymes, voir Acidification.
L'expression acidification des eaux douces désigne les phénomènes d'acidification des eaux non marines, quand cette acidification est d'origine anthropique.
Elle concerne notamment des eaux de lacs, étangs, mares, sources, rivières et fleuves, ainsi que les eaux de ruissellement voire de nappe phréatique. Par extension on inclut parfois les eaux saumâtres dans cette liste.
Pour le chimiste, l'acidification est une diminution du pH des eaux douces. Quand elle est due à des composés azotés, l'acidification s'accompagne souvent de phénomènes d'eutrophisation.
Quand elle est anthropique et qu'elle a des effets adverses sur les écosystèmes, c'est une des formes de la pollution de l'eau ; diffuse et « transfrontière ».

## Typologies (selon l'origine de la salinisation)

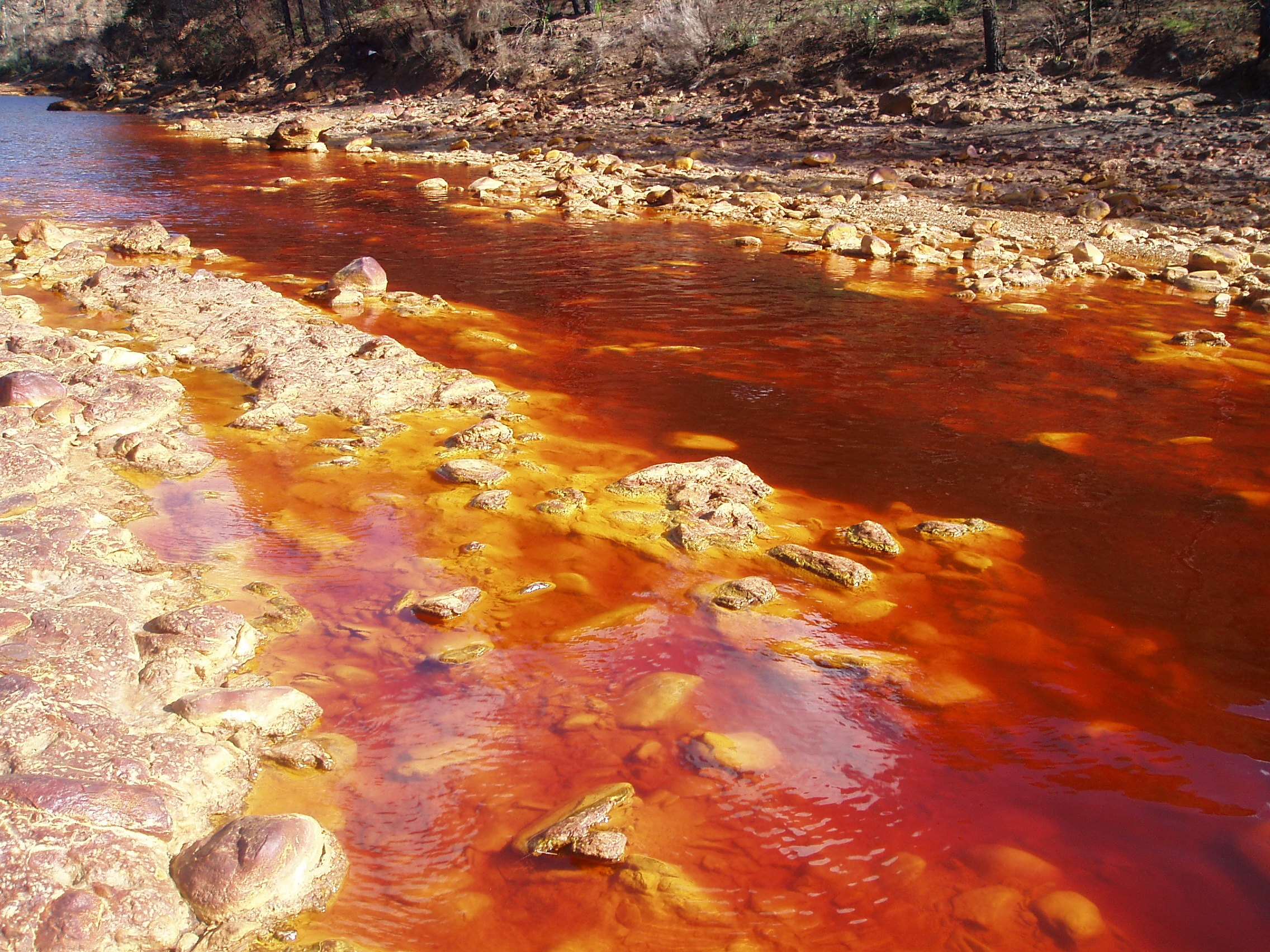
Rio Tinto, le cours d'eau le plus acidifié d'Espagne, par drainage minier acide, également l'un des plus chargés en sels de métaux lourds et de métalloïdes toxiques et écotoxique.

Les phénomènes d'acidification des eaux douces peuvent être classés en trois grandes catégories selon leur origine :
- acidification par drainage minier acide ; c'est un phénomène très localisé, mais qui peut s'auto-entretenir durant des siècles ou millénaires et causer une acidification extrême (l'eau devient parfois plus acide que l'acide chlorhydrique pur commercialisé) ;
- acidification par déversement (accidentel ou chronique) d'acides (pollution directe de l'eau ou de substances acidifiantes ;
- acidification par absorption et dissolution de gaz ou particules acides (ex : CO2 émis en excès dans l'atmosphère ; Quand le CO2 se dissout dans l'eau, il forme du dioxyde de carbone libre dissous (CO2 (aq)), acide carbonique (H2CO3), hydrogénocarbonate (HCO3−) et carbonate (CO32−). Des problèmes similaires se posent avec le soufre, le chlore et l'azote sous leurs formes inorganiques. 
La proportion de ces espèces dépend néanmoins de l'alcalinité de l'eau, et moindrement de sa température.

## Les principaux contaminants acidifiants de l'eau
Ces contaminants sont surtout :
1. le dioxyde de soufre et d'autres composés soufrés ; ils proviennent essentiellement de l'utilisation de combustibles fossiles, dans les chaudières industrielles, privées et les moteurs ; les composés soufrés émis par l'utilisation de combustibles fossiles (pétrole, charbon, gaz naturel, condensats de gaz naturel). Le soufre, lors de la combustion se transforme en effet en dioxyde de soufre, source d'acide sulfureux et d'acide sulfurique.
2. les composés azotés anthropiques[1] (directement ou indirectement produits par photochimie, éventuellement à partir de gaz précurseurs émis par l'industrie, la circulation motorisée, l'agriculture industrielle et le chauffage par des combustibles, qui tous produisent des oxydes d'azote, source d'acide nitreux et d'acide nitrique qui contaminent l'air puis les pluies, brumes, rosées...
Leur rôle a été longtemps sous-estimé en termes de contribution à l'acidification de l'environnement, mais il a été confirmé par de nombreuses études, notamment basées sur des analyses isotopiques qui ont permis de montrer que l'acide nitrique interagissant avec les cations du bassin versant avait bien en grande partie comme origine les engrais azotés (dont en France)[2] ;
3. le dioxyde de carbone atmosphérique d'origine anthropique)[3].

Ces acidifiants peuvent souvent agir seuls ou cumuler et multiplier leurs effets (effet synergique des cocktails de polluant).

## Le processus d'acidification
Pour les principaux acidifiants, le passage du rejets anthropique à l'acidification de l'eau ou du sol se déroule en plusieurs étapes : 
1. L'émission dans l'eau, l'air ou le sol de gaz ou aérosols contenant des acides ou des précurseurs d'acides ;
2. une oxydation conduisant à la formation des ions (ex : ions sulfates, chlorures et nitrates..) ;
3. la dissolution plus ou moins complète dans la pluie ou l'eau douce de ces ions ;

c'est-à-dire la formation de ces ions correspond à la formation d'acide (acide sulfurique, d'acide nitrique et d'acide chlorhydrique en solution, pour ce qui concerne les trois ions cités en exemple ci-dessus), avec formation simultanée de cations basiques associés (calcium, magnésium, potassium principalement...). Tant que ces cations sont disponibles dans le milieu (ce qui est plus probable dans un grand bassin versant, dont la nature géologique est majoritairement calcaire, zones qui correspondent souvent à la localisation des champs captants et des captages d'eau potable en zone calcaire, alors qu'en zone argileuse ou granitique, faute de nappe phréatique, les captages se font en rivière ou lacs et plutôt dans le haut des bassins versants où l'eau est habituellement moins turbide et moins polluée, mais où elle peut être la plus acidifiée car l'acide qu'elle contient a eu moins de temps pour être neutralisé par les cations du milieu. Quel que soit le contexte, si les cations en solutions viennent à manquer, l'eau devient « chimiquement agressive » pour de nombreuses espèces vivantes ; 
1. circulation dans l'environnement des ions hydrogène excédentaires dans l'eau (eau liquide, vapeur, embruns...).

## Facteurs d'influence de l'acidification
Plusieurs facteurs interagissent dont :
- les dépôts atmosphériques ; De manière générale, quand ils sont directs, c'est-à-dire passant de l’atmosphère aux eaux superficielles et sans passer par le sol, ils ne comptent que pour une faible proportion des apports totaux en acide, sauf à proximité des sources d'émissions où ils peuvent être une source majeure d'acidification, y compris pour les origines agricoles[5] (Ainsi Rimmelin et al. ont calculé en 1999 que 26 % de l'apport annuel d’azote minéral au bassin d’Arcachon était d’origine atmosphérique)[6]. L'invention au XXe siècle des engrais chimiques est considérée comme étant à l'origine d'un phénomène émergent d'eutrophisation des eaux côtières[7] dont les « marées vertes » ne sont que l'expression la plus visible.
- le contexte géologique (qui s'il est naturellement acide - en contexte granitique par exemple - prédispose à des effets plus rapides et importants d'éventuelles retombées acides) ; Des émergences d'eaux profondes et acides (certaines sources chaudes) peuvent aussi être un facteur local d'influence. Dans ce type de contexte des microbes dits extrémophiles vont aussi interagir avec les minéraux solubilisés en profondeur[8] ;
- certains contextes écopaysagers : un exemple est celui de plateaux argileux à nappes perchées (qui ont pu lessiver les ions basiques du sol au cours des siècles, millénaires ou millions d'années). Un autre exemple est la tourbière à sphaignes, car la sphaigne absorbe et fixe des ions basiques ; de ce fait elle est naturellement acidifiante pour le milieu aquatique de la tourbière ; 
La végétation, en tant que limitant et freinant le ruissellement limite le lessivage des sols (et donc interagit avec le pH des eaux). 
La végétation aquatique influence aussi la chimie de l’eau, de manière plus ou moins saisonnière selon les zones géoclimatiques ;
- le contexte hydrogéographique : la taille et la structure géologique du bassin versant sont des facteurs importants[4] ; plus le bassin est vaste, plus les retombées acides ont des chances d'avoir été tamponnées avant d'arriver à la rivière ou aux nappes, et plus les nappes sont importantes et profondes, plus leur acidification sera lente ou tamponnée par le substrat calcaire, s'il existe. Ceci est toutefois moins vrai pour les nappes superficielles et les sources qu'elles alimentent ; et plus on est proche de la source, plus l'effet-tampon sera ténu. 
 La pente est aussi à prendre en compte : sur les fortes pentes, le lessivage des sols est augmenté[4] ;
- le contexte climatique (l'altitude et la latitude notamment), car l'ensoleillement est source de productivité biologique accrue, faisant que l'azote, le carbone ou le soufre sont plus rapidement captés par les plantes et le réseau trophique[4]. Certains écosystèmes tropicaux sont néanmoins naturellement acides et potentiellement vulnérables à une suracidification ; 
La pluviométrie est également une composante climatique importante, surtout en présence de pluies acides.
- le contexte agricole, en raison du fait qu'il est devenu une source considérable d'éléments chimiques acidifiant et eutrophisants (azote et moindrement soufre) même si les amendements calcaires tendent aussi à tamponner ces acides ;
- le contexte urbain et routier. La pollution automobile et de chaudières au charbon, au fioul ou au gaz, les aéroports, etc. sont aussi source d'éléments chimiques acidifiant (CO2, soufre et NOx) et eutrophisants (via les émissions de NOx) ;
- l'exposition des zones humides, lacs et cours d'eau ou réservoirs d'eau : en zone froide elle contrôle la période d'enneigement et de prise de glace d'une part, et la productivité biologique végétale d'autre part, ce qui influence les taux de lessivage et la vitesse et la saisonnalité de tamponnement des arrivées ou retombées acides.

## Conséquences sanitaires
Sauf dans le cas du « drainage minier acide » qui peut justifier une interdiction totale de la baignade et de toute activité de loisirs aquatiques, l'acidification est habituellement trop légère pour qu'il existe un risque directe de brûlure de la peau humaine, lors d'une baignade par exemple.
Les risques sont surtout indirects : 
- les eaux acides sont en effet beaucoup plus « agressives », vis-à-vis de nombreux métaux notamment. Ainsi, l'aluminium naturellement présent en grande quantité dans les sols en est en partie extrait par les eaux acides qui le rendent biodisponible. En contact avec la grenaille de plomb, avec un sol pollué par le plomb ou en circulant dans un réseau de distribution d'eau potable contenant des éléments en plomb, ou avec des tuyaux contenant du plomb comme additif ou du plomb dans les soudures les eaux douces, une eau acidifiée se charge de plomb hautement bioassimilable (neurotoxique à faible voire très faible doses). Elles contribuent alors aux intoxications par le plomb (saturnisme[9]), dont chez l'animal (saturnisme animal) ;
- l'acidification de l'eau affecte la santé et l'immunité des poissons et de certaines espèces-gibier qui se nourrissent dans les zones humides (canards, oies, limicoles, élans...) et augmente le risque que ces espèces absorbent et fixent des métaux lourds ou des radionucléides, et aient un système immunitaire dégradé, ce qui favorise les parasitoses, bactérioses, viroses, dont certaines sont éventuellement transmissibles à l'Homme et aux consommateurs de gibier. Quand l'acidité augmentent le taux de métaux et métalloïdes toxiques en solution, la microflore de l'eau, du sol et des sédiments en est affectée[10], au profit de quelques espèces ubiquistes et résistantes ou extrêmophiles et au détriment des espèces autochtones ;
- Pour la flore, comme pour la faune, l'acidification, notamment dans le haut des bassins versants peut être source de carence nutritionnelle, c'est-à-dire de manques pour les organismes de certains éléments essentiels (calcium, potassium, phosphore) et/ou de certains oligoéléments (iode), ces éléments étant en contexte acide plus rapidement lessivés et emportés vers la mer. Cette perte de minéraux ou d'oligoéléments peut-être accélérée quand les processus écologique de « retour vers le haut du bassin versant de ces éléments » ont été interrompus ; ces processus de « retour » vers les sources et la basse et moyenne-montagne sont par exemple les migrations de retour des saumons et truites de mer dont le cadavre ou la chair consommée par les prédateurs sont très riche en minéraux et en iode marin ; Le transport de tels éléments vers les plateaux et la moyenne montagne est aussi effectué par les oiseaux migrateurs, certains insectes. Et près des côtes, les embruns sont aussi source importante d'iode marin.

## Conséquences géophysiques
Une eau acide est plus agressive vis-à-vis des substrats avec lesquels elle est en contact. 
L'acidification des eaux de surface semble donc pouvoir aggraver certains phénomènes de surcreusement de cours d'eau (dans les roches calcaires tendres et tout particulièrement dans les cours d'eau dits « à haute énergie ») et en contexte karstiques. 
L'acidification peut aussi diminuer la capacité de nanofiltration ou de microfiltration de certaines roches-réservoir sensibles aux acides (roche calcaire perméable mais peu faillée notamment).
Inversement plus en amont, les minéraux solubilisés dans ces substrats ou ailleurs peuvent cristalliser ou alimenter à des phénomènes de biominéralisation algaux ou microbiens susceptible d'expliquer certains colmatages encroutant de fonds de cours d'eau. Ce phénomène résulte de la conjonction d'au moins 3 mécanismes (l'adhésion bactérienne et la formation de biofilms, la formation de précipités et la filtration-sédimentation de particules et de nécromasse). Un colmatage biominéral parfois intégral du fond de rivière est parfois observé, pouvant alors avoir de graves effets sur l'écosystème, et en particulier sur les macroinvertébrés et autres espèces du benthos et de l'hyporhéos. Ce type de colmatage a par exemple été étudié en France sur le fonds de la Loue. Il peut être très efficace et très résistant par exemple en cas de comatage ferrique (précipitation de fer et parfois d'autres métaux localement abondant dans le sol)

Ce type de colmatage affecte le fonctionnement écologique du cours d'eau, et il peut dans certains contexte aussi :
- affecter des drains routiers, agricoles, industriels[15]... ;
- diminuer les capacités de filtration de géotextiles et autres géocomposites et de certains substrats fonctionnels utilisés dans des bassins et systèmes d'infiltrationpercolation d'eaux pluviales[16],[17]).
- Dans les cours d'eau, ce colmatage là où il est anormal est considéré comme écologiquement néfaste. Il empêche en effet la reproduction des poissons de type salmonidés (qui ont besoin d'enfouir leurs œufs dans le gravier) et la vie de plantes et d'espèces fouisseuses vivant dans le sédiment (mollusques bivalves et filtreurs tels que les Unionidae et nombreuses larves d'insectes de type Chironomidae par exemple), néanmoins le colmatage de cours d'eau pollués peut aussi présenter l'« intérêt» de limiter ou bloquer le passage des polluants de la rivière vers les nappes phréatiques et certaines « annexes hydrauliques » du cours d'eau[18]. Le colmatage naturel d'un substrat subaquatique fin à gravillonneux peut être limité par certaines plantes riveraines (roseaux, typhas...) dont les racines décolmatent le substrat en le colonisant, mais il faut pour cela qu'il y ait aussi de la lumière et donc une eau pas trop turbide ou trop profonde.

## Conséquences écologiques
L'acidification de l'eau induit des changements dans la chimie et la biochimie des milieux aquatiques, de la source à (in fine) l'océan. Toutes les eaux superficielles marines ont vu de 1751 à 2004 leur pH nettement diminuer (passant en moyenne de 8,25 à 8,14),.
Au-delà de certains seuils (on parle aussi de « charges critiques », des effets délétères apparaissent pour les espèces et les écosystèmes, à cause d'un double effet :
1. l'effet inhibiteur de la calcification (voir franchement corrosif) qui peut a priori affecter toutes les espèces aquatiques qui doivent fixer des carbonates pour produire leur coquille, radula ou squelette (Environ six téramoles d'azote actif et deux téramoles de soufre seraient injectées chaque année dans l’atmosphère terrestre. C'est bien moins que les 700 téramoles de CO2, mais suffisant pour avoir des effets écotoxiques dans certains contextes écopaysagers) ;
2. l'acidité de l'eau ou du sol humide permet ou favorise grandement la mise en suspension et solubilisation et par suite la mobilité et la biodisponibilité de nombreux éléments toxiques et indésirables (métaux lourds, métalloïdes, radionucléides...).

Peu d'espèces animales survivent à des pH inférieurs à 5 et seules quelques bactéries extrémophiles survivent à des pH très bas (dont dans les eaux de drainage acide minier).
En outre l'azote est aussi un puissant eutrophisant surtout sous forme d’ammoniaque (toxique et écotoxique au-delà de certains seuils), d'ammonium et plus encore de NO3− qui est particulièrement soluble dans l'eau douce. L'azote anthropique est l'une des principales causes de l'eutrophisation ou dystrophisation des mares, lacs, marais et rivières et de certains sols. L'ammonium gazeux atmosphérique vient notamment des fertilisants d'origine animale et de fertilisants azotés ; une fois redéposés sur un sol humide ou dissous dans les eaux, cet azote peut produire de l'acide nitrique et des ions hydrogène libres. Le phosphore d'eaux usées était ou est encore parfois en cause dans certains phénomènes d'eutrophisation de lacs et autres masses d'eau, mais l'eutrophisation des eaux douces et peu minéralisées a également des effets adverses. Les modifications floristiques. (appauvrissement de la biodiversité et/ou de la diversité génétique) induites par l'acidification des eaux résultent souvent des effets combinés de l'acidification et de l'eutrophisation induites par les retombées acides d'origine industrielle, agricole, routière et urbaine.
Les régions montagneuses et pré-montagneuses ne sont pas épargnées par l'acidification (surtout dans les zones granitiques naturellement acides), avec par exemple des lacs subalpins pollués par le sulfate d'ammonium. De manière tout système ou écosystème d'eaux très douces et naturellement acides y est vulnérable. 
Des études faites en Italie et aux Pays-Bas ont montré pour les sites étudiés que « dans tous ces cas l'effet de l'acidification due aux transformations biochimiques de l'ammonium, et en particulier à l'oxydation de l'ammonium, bien mis en évidence par l'abaissement du pH jusqu'à des valeurs inférieures à 4 ».

### Effets sur les poissons
Au-delà de certains seuils d'acidification (et de teneurs de l'eau en éléments indésirables), certaines espèces, puis toutes les espèces de poissons disparaissent. Ceci a notamment été montré en Europe du Nord dans les lacs et cours d'eau touchés par les « pluies acides », traités par des apports de calcium (craie, chaux). 
Il est à noter que cependant, les complexes argilo-humiques, quand et là où ils existent, peuvent limiter les effets négatifs de l'acidification.
Des effets neurologiques et comportementaux préoccupants ont été démontrés chez des poissons exposés à une eau acidifiée (in situ et en laboratoire). 

L'odorat des poissons leur est vital, pour reconnaitre la signature biochimique et olfactive de leur habitat, de leur propre espèce et celle d'espèces concurrentes ou prédatrices. Or, il a récemment été démontré que chez les poissons marins, au-delà d'un seuil (déjà atteint dans certaines zones volcaniques où du CO2 dégaze naturellement du fond), l'acidification de l'eau perturbe gravement le comportement de certaines espèces de poissons qui semblent devenir insensibles aux odeurs ou les percevoir différemment, y compris les odeurs utilisées par les poissons pour s'orienter et celles de leurs prédateurs ou celles qui permettent aux alevins de détecter des zones de nourriceries et de ne pas se laisser emporter par le courant. Plus grave : à un pH de 7,8 (qui sera celui des mers chaudes vers 2100 selon les études prospectives) les larves du poisson clown (Amphiprion percula) au lieu de fuir des stimuli olfactifs qui normalement les repoussent (odeur d'un prédateur), sont attirées par cette odeur ; et au-delà d'un pH 7,6, les larves de cette espèce ne semblent plus percevoir aucun stimuli olfactif, ce qui augmente considérablement le risque qu'elles soient prédatées, (très bien montré dans un documentaire australien diffusé sur Arte en 2014). Les poissons carnivores semblent plus touchés par ce phénomènes que les poissons herbivores. On ne sait pas avec certitude si c'est l'acidification même ou un effet encore incompris du CO2 en tant que molécule sur le poisson qui est en cause, mais des chercheurs ont conclu en 2012 d'une étude que la fonction de neurotransmission du système olfactif des poissons est affectée par l'acidification. 
De plus, une autre étude a démontré en 2011 que l'audition du poisson clown est également dégradée (dès le stade juvénile) dans une eau acidifiée, ce qui pourrait perturber ses capacités de fuite ou d'orientation. On ignore si et en combien de temps, ces comportements anormaux et nocifs pourraient être corrigés par les mécanismes de la sélection naturelle ou s'ils peuvent causer la disparition des espèces qui en sont victimes.
L'éventualité que des effets similaires existent sur des poissons d'eau douce exposés à une eau acidifiée ne semble pas encore avoir été étudiée.

### Effets sur les animaux à coquilles ou thèque calcaire
Au-delà de certains seuils d'acidification de l'eau, les animaux à coquilles ou thèque calcaire (et leurs larves surtout) ont des difficultés à synthétiser leur thèque, leur squelette planctonique ou leur coquille.
Il a été montré qu'en milieu marin, plus l'acidification est importante, plus ces espèces, dont le plancton microscopique qui est à la base de la chaîne alimentaire ont des difficultés à biosynthétiser le carbonate de calcium. Ce phénomène a notamment été étudié pour les huîtres en raison de leur intérêt économique, mais il reste mal évalué en eau douce où les seuils sont certainement différents.

### Effets sur les services écosystémiques
Quand l’acidification commence à affecter les animaux à coquilles d'animaux filtreurs tels que les moules d'eau douce ou des « racleurs » tels que les escargots aquatiques, elle contribue à la dégradation de la qualité de l'eau et des sédiments, (comme c'est aussi le cas dans les océans avec les moules et huitres par exemple qui filtrent et nettoient quotidiennement de grands volumes d'eau).
Et alors même que les filtreurs sont moins efficaces ou disparaissent, l'eau acide met en solution une plus grande quantité de métaux lourds et d'autres toxiques (métalloïdes, radionucléides..)

## Tendances et évolution attendue de l'«acidité» des eaux douces
Les prévisions du GIEC (ou IPCC en anglais) font envisager une augmentation du taux de CO2 dans l’atmosphère, qui devrait donc induire une diminution du pH des eaux, comme dans les mers.
Un rapport du PNUE envisage une diminution du pH de 0,3 d'ici 2100, tandis qu'un communiqué de presse du CNRS avance une baisse de 0,4,.

## Recherche
Un des défis à relever pour la recherche est de mieux comprendre les effets synergiques, très complexes, qui existent ou pourraient exister entre l'acidification, l’eutrophisation, le réchauffement de l'eau, des phénomènes locaux d'anoxie et d'autres modifications anthropiques des eaux douces, car de telles synergies peuvent aggraver et/ou accélérer les changements globaux.
En France : Selon les données de l'Ademe ou issues de différents programmes universitaires, ou encore du réseau Renecofor, les calculs de charges critiques faits en France désignent comme régions vulnérables à l’acidification : les Ardennes, les Vosges, l’Alsace, la Moselle, l’est du Massif central, les Landes, le sud-ouest de l'Île-de-France, la Bretagne, la Normandie et ponctuellement la Champagne, le rebord ouest du Massif Central, les Pyrénées, en raison du fait qu'elles sont déjà naturellement acide en raison de la présence d'un socle géologique granitique. Néanmoins, même dans des régions à dominante calcaire, des buttes tertiaires ou certaines tourbières (tourbières à sphaignes) présentes sur des milieux dont les ions basiques ont été lessivés au cours des âges peuvent aussi être très vulnérables à l'acidification des eaux.
L'eutrophisation qui peut aggraver les effets de l'acidification et qui lui est souvent conjointe concerne elle « la quasi-totalité de la France : les cartes de charges critiques de l’azote eutrophisant suggèrent que plus de 90 % de la superficie de la France est soumise à des dépôts qui entraînent ou entraîneront l’eutrophisation des écosystèmes ».